# Der Unbeugsame (1967)
Der Unbeugsame ist ein US-amerikanisches Gefängnisdrama aus dem Jahr 1967. Der Film erzählt die Geschichte des von Paul Newman dargestellten Veteranen Luke Jackson, der wegen Sachbeschädigung zu einer Gefängnisstrafe verurteilt wird und dort versucht, sich gegen die brutalen Wärter aufzulehnen, was ihm den Respekt seiner Mitgefangenen einbringt. Nach einem gescheiterten Ausbruchsversuch startet Jackson einen weiteren. Der Film basiert auf einem Roman von Donn Pearce, der auch am Drehbuch beteiligt war.

## Handlung
Unter Alkoholeinfluss köpft Luke Jackson, ein mit Orden ausgezeichneter Soldat, mehrere Parkuhren, wofür er zu einer zweijährigen Freiheitsstrafe verurteilt wird.
Im Gefängnis gerät er bald mit dem Anführer der Häftlinge, dem großmäuligen Dragline, aneinander. Dieser arrangiert einen Boxkampf zwischen den beiden, in dem Luke hoffnungslos unterlegen ist und mehrmals niedergeschlagen wird. Trotzdem weigert er sich, sich geschlagen zu geben und steht immer wieder auf, um weiterzukämpfen, obwohl er sich kaum noch auf den Beinen halten kann. Später verdient er sich seinen Spitznamen Cool Hand Luke, indem er beim Pokern blufft und schließlich gewinnt, obwohl er nichts auf der Hand hatte.
In einer weiteren Szene stachelt er die Häftlinge dazu an, eine Arbeit für mehrere Tage – das Asphaltieren einer Straße – an weniger als einem Tag zu erledigen. Ein anderes Mal geht er die Wette ein, in einer Stunde fünfzig gekochte Eier zu essen, was er auch schafft. Von den anderen Häftlingen wird er mittlerweile bewundert, sein früherer Kontrahent Dragline sieht einen Freund in ihm.
Nachdem die Nachricht vom Tod von Lukes Mutter eingetroffen ist, wird er präventiv in den Bunker gesteckt, da „Männer da auf die falschen Gedanken kommen“. Luke teilt einem Wärter mit, dass er dieses Vorgehen für ungerecht hält. Kurz darauf unternimmt er seinen ersten Ausbruchsversuch. Nachdem er wieder eingefangen wurde, erhält er Fußketten. Trotzdem gelingt ihm ein zweiter Ausbruch.
Nachdem er wieder gefangen worden ist, wird er von den Wärtern bis zur Erschöpfung schikaniert. Er bricht schließlich zusammen und fleht um Gnade, wodurch er die Achtung seiner Mithäftlinge verliert. In der Folge verhält er sich duckmäuserisch und spielt den Laufburschen für die Wärter.
Als sich eine Gelegenheit bietet, flieht er erneut: Er klaut einen Wagen, auf den auch Dragline aufspringt. Von diesem trennt er sich alsbald. In einer Kapelle redet er zu Gott, dessen Existenz er zuvor immer bestritten hatte. Er fragt Gott, was er nun tun solle. Kurz darauf fahren Polizeiwagen vor, und Dragline kommt in die Kapelle, um Luke zu überreden, sich zu ergeben. Man hätte ihm in die Hand versprochen, dass Luke nicht ausgepeitscht werde, falls er sich ergebe.
Als Luke der Polizei ein Zitat des Lagerkommandanten entgegenruft, wird er von einem der anwesenden Wärter angeschossen und lebensgefährlich verletzt. Statt in das nächstgelegene Krankenhaus soll er in ein weiter entferntes Polizeikrankenhaus gebracht werden – bei dem die Wärter sich sicher sind, dass er die Fahrt dorthin nicht überleben wird.

## Auszeichnungen
- George Kennedy wurde 1968 mit dem Oscar als bester Nebendarsteller ausgezeichnet.
- Paul Newman erhielt eine Oscar-Nominierung und eine Golden-Globe-Nominierung (Drama) als bester Hauptdarsteller.
- Die Drehbuchautoren waren für den Oscar in der Kategorie Bestes adaptiertes Drehbuch nominiert.
- Die Filmmusik von Lalo Schifrin wurde in der Kategorie Beste originale Filmmusik für den Oscar nominiert.
- 2005 wurde der Film in das National Film Registry aufgenommen.

Das American Film Institute würdigte den Film ebenfalls:
- Der Film zählt zu den 100 inspirierendsten Filmen aller Zeiten (Platz 71).
- Paul Newmans Darstellung des Luke Jackson erreichte Platz 30 der Top-50-Kinohelden aller Zeiten.
- Das Zitat „What we’ve got here is failure to communicate“ (Captain) schaffte es auf Rang 11 der 100 besten Filmzitate aller Zeiten. Die Hard-Rock-Band Guns n’ Roses verwendete dieses Zitat 1991 als Intro zu ihrem Titel Civil War sowie 2008 in Madagascar.

## Sonstiges
Der Film verhalf dem Song Plastic Jesus zu enormer Bekanntheit. Paul Newman singt den Song im Film als Klagelied auf seine verstorbene Mutter.

## Kritiken
„Ein eindrucksvoll inszeniertes und in der Hauptrolle hervorragend gespieltes Drama, das am Beispiel eines Außenseiters den Konflikt zwischen Ordnung und individueller Freiheit abhandelt. Die Möglichkeit, menschliches Verhalten als ‚Rolle‘ zu durchleuchten, wird durch die allzu glorifizierende Darstellung menschlichen Behauptungsvermögens und harter Männlichkeit weitgehend verschenkt.“

„Der Held dieses perfekt gemachten amerikanischen Farb-Breitwand-Reißers voller Härte und Brutalität ist Sträfling eines Arbeitslagers, der nach drei Fluchtversuchen schließlich durch die Kugel eines Aufsehers sterben muß. Ein interessantes, spannendes, aufregendes sozialkritisch orientiertes Drama, aber auch eine bewegende Charakterstudie, die zur allgemeinen Diskussion reizen sollte. Einige Schwächen dürften nicht vom Besuch dieses Films abhalten. Freilich reservieren sie ihn mehr für verständige und unterscheidungsfähige Erwachsene.“